# Алфьоров Ігор Олександрович
І́гор Олекса́ндрович Алфьо́ров (25 січня 1930, Костянтинівка — 13 лютого 1978, Київ) — український радянський архітектор.

## Біографічні дані
Народився 25 січня 1930 року в селі Костянтинівці (нині Мар'їнського району Донецької області) у родині службовця.
У 1955 році закінчив Харківський інженерно-будівельний інститут.
Трудову діяльність розпочав у 1955 році інженером відділу капітального будівництва заводу «Червоний Жовтень» у місті Харкові. З 1956 по 1965 рік працював архітектором, начальником архітектурно-планувальної майстерні Харківського проектного інституту «Харківпроект». Член КПРС з 1959 року.
У 1965—1975 роках — головний архітектор міста Харкова. У 1975—1978 роках — 1-й заступник голови Державного комітету Ради Міністрів УРСР у справах будівництва (Держбуду УРСР).

Могила Ігора Алфьорова

Помер 13 лютого 1978 року в Києві. Похований на Байковому кладовищі.

## Творчість
Брав участь у розробці генеральних планів таких міст як:
- Котовськ (1957),
- Новий Донбас (1958),
- Гуляйполе, Білопілля, Ворожба (всі — 1960),
- Жовті Води (1963),
- Харків (1967).

У 1961—1962 роках — керівник розробки генеральних планів Ханоя (В'єтнам).
Співавтор:

Монумент на честь проголошення Радянської влади в Україні в Харкові

- монумента на честь проголошення Радянської влади в Україні (1975, Харків),
- меморіального комплексу Слави (1977, Харків).

## Нагороди та премії
- орден «Знак Пошани»
- Державна премія УРСР імені Тараса Шевченка (за 1977 рік разом з В. І. Агібаловим, Я. Й. Риком, М. Ф. Овсянкіним, С. Г. Світлорусовим (скульпторами), А. О. Максименком, Е. Ю. Черкасовим (архітекторами) за монумент на честь проголошення радянськоївлади в Україні у місті Харкові)[1].